# Ördögi csapda
Az Ördögi csapda (eredeti cím: Greta) 2018-ban bemutatott ír-amerikai pszicho-thriller, melyet Neil Jordan rendezett, valamint Ray Wright és Jordan írt. A főszereplők Isabelle Huppert, Chloë Grace Moretz, Maika Monroe, Colm Feore és Stephen Rea.
A film világpremierjét a Torontói Nemzetközi Filmfesztiválon tartották 2018. szeptember 6-án. 2019. március 1-én mutatták be az Amerikai Egyesült Államok mozijaiban, a Focus Features révén. Magyarországon DVD-n jelent meg szinkronizálva 2020. július közepén. A film világszerte több mint 18 millió dolláros bevételt szerzett, kritikai szempontból vegyes értékeléseket kapott.
A film végigkövet egy fiatal lányt, aki összebarátkozik egy magányos özveggyel, aki bezárja egy rejtett szobába és kínozza őt, miután a lány rájött a hazugságaira.

## Cselekmény
Frances McCullen pincérnő (Chloë Grace Moretz) New Yorkban él Erica (Maika Monroe) nevű barátnőjével. Frances még nem heverte ki édesanyja halálát, akit egy évvel korábban veszített el. Az egyik reggel Frances kézitáskát talál a metrón; az azonosító igazolvány szerint a táska Gréta Hideg (Isabelle Huppert) tulajdona. Frances meglátogatja a hölgyet, hogy visszaadja a táskát, Gréta viszonzásul megkínálja egy csésze kávéval.
Gréta elmondja Frances-nak, hogy Franciaországból származik és nemrég özvegyült meg, a lánya pedig még mindig ott él, és Párizsban tanul. Frances egyre több időt tölt Grétával, viszont Erica ezt kifogásolja, mivel a köztük való barátság szerinte természetellenes.
Egy éjszaka, miközben Grétánál vacsorázik, Frances egy olyan szekrényt talál, amely tele van több ugyanolyan kézitáskával, amelyet a metrón is talált. Minden egyes táskára névvel és telefonszámmal ellátott papírcetli van tűzve, köztük Francesé is.
Frances a felfedezéstől zavartan kezdi érezni magát, ezért haza siet és úgy dönt megszakítja a kapcsolatot Grétával. Gréta továbbra is Frances közelében szeretne lenni, mint egy önjelölt mostohaanya, ezért elkezdi követni Frances-t. Többször felkeresi a lányt a lakásán, sőt még az étteremben is megjelenik, ahol Frances dolgozik. Miután Frances továbbra is elutasítja a nő közeledését, az hisztérikus jelenetet rendez az étteremben. Gréta elkezdi zaklatni a barátnőjét, Ericát is. Frances és Erica távoltartási végzést követelnek a rendőrségtől, de megtudják, az hónapokba telne. Frances később megtudja Alexa Hammond-tól, hogy Gréta nem francia, hanem magyar származású, és hogy a lánya négy évvel ezelőtt öngyilkos lett.
Erica azt javasolja, Frances mondja azt Grétának, hogy elmegy nyaralni, de valójában otthon marad. Másnap reggel Gréta elrabolja Frances-t; bezárja egy titkos szobában lévő fajáték-ládába, majd Frances mobiltelefonjával külön szöveges képet küld Ericának és Frances apjának, Chrisnek, hogy elhitesse velük: Frances nyaral a barátnőjével, illetve az apjával. Amikor Frances-t kiengedi a ládából, a lány fiatalokról talál ruházati cikkeket és személyi igazolványokat a titkos szobában, akiket Gréta korábban elrabolt.
Chris hetekkel később elmegy a lányáért Erica lakásra, így megtudják egymástól, hogy Frances nem nyaralt egyikőjükkel sem. Az idő múlásával Gréta arra kényszeríti Frances-t, hogy tanuljon meg zongorázni és magyarul beszélni. A közös főzés közben Frances levágja Gréta egyik ujját, és fejbe vágja őt. Frances megpróbál menekülni, de az összes ajtó és ablak le van zárva. Frances az alagsorba menekül, hogy kijáratot keressen, és megtalálja Gréta korábbi áldozatait. Frances szökési kísérlete kudarcba fullad a feldühödött Gréta pedig egy ágyhoz kötözi a lányt.
Chris felkéri Cody magánnyomozót, hogy találja meg Frances-t és kutassa fel Grétát. Cody megtudja, hogy Gréta ápoló volt, akit kábítószer-visszaélés miatt küldtek el, de hivatalosan már tartózkodik az Államokban. Cody rátalál Gréta otthonára. Frances, elhallgattatva és megkötözve, megpróbálja felkelteni a figyelmét az ágy rázásával, de Gréta zenével próbálja elnyomni a zajt. Amikor Gréta kimegy a szobából, Cody rájön, hogy van egy titkos szoba a zongora mögött. Gréta hirtelen megjelenik, és beleszúr egy fecskendőt a nyakába. Elveszi fegyverét, és amikor a férfi elveszíti az eszméletét, Gréta lelövi őt.
Hetek, hónapok telnek el. Gréta újabb kézitáskát hagy a metrón, és egy fiatal nő viszi el az otthonába. Meghívja a lányt egy csésze kávéra; Gréta megissza a kávéját és elájul. A nő leveszi a parókáját és kiderül, hogy Erica, aki Grétát bedrogozta. Erica elmondja a nőnek, hogy hosszú ideig kereste a kézitáskáit a metrón. Gréta végül elájul, és Erica megtalálja az ágyhoz kötözött Frances-t. Amikor megpróbálnak elmenekülni, Gréta visszanyeri eszméletét, majd az árnyékból előbukkan és megragadja Frances-t, mielőtt újra elájulna.
Erica és Frances beteszik Gréta eszméletlen testét a fadobozba, amely egy magyar tulipános láda, és egy kis Eiffel-torony fémszoborral lezárják. Miután elmennek a helyiségből, felhívják a rendőrséget, Gréta viszont dübörögni kezd a dobozban, melytől a szobor elmozdul.

## Szereplők
| Szerep                                                        | Színész            | Magyar hang  |
| ------------------------------------------------------------- | ------------------ | ------------ |
| Gréta Hideg, rögeszmés zongora tanár és volt nővér            | Isabelle Huppert   | Vándor Éva   |
| Frances McCullen, fiatal pincérnő                             | Chloë Grace Moretz | Károlyi Lili |
| Erica Penn, Frances legjobb barátnője és szobatársa           | Maika Monroe       | ?            |
| Chris McCullen, Frances munkamániás apja                      | Colm Feore         | ?            |
| Brian Cody, magánnyomozó                                      | Stephen Rea        | ?            |
| Alexa Hammond, Greta rég halott lányának, Nicolának szeretője | Zawe Ashton        | ?            |
| Deroy, rendőrtiszt                                            | Thaddeus Daniels   | ?            |
| Maitre D' Henri                                               | Jeff Hiller        | ?            |
| Park Hill, menedzser                                          | Parker Sawyers     | ?            |